# Kogi (Kogi)
Kogi è una delle ventuno aree a governo locale (local government areas) in cui è suddiviso lo stato di Kogi, in Nigeria. Estesa su una superficie di 1.498 km², conta una popolazione di 115.900 abitanti.